# Proyecciones modificadas
En la actualidad la mayoría de los mapas se hacen a base de proyecciones modificadas o combinadas -a veces con varios puntos focales a fin de corregir en lo posible las distorsiones en ciertas áreas seleccionadas- aun cuando se produzcan otras nuevas en lugares a los que se concede importancia secundaria, como son por lo general las grandes extensiones de mar.
Las proyecciones modificadas son aquellas que tratan de representar fielmente la superficie de la Tierra, aún a costa de forzar las formas de las curvas e incluso de romper la continuidad del mapa. Todas ellas tratan de resolver la cuadratura del círculo; es decir, tratan del construir (matemáticamente) un cuadrado que abarque la misma superficie que un círculo. Sabemos que esto no es posible, pero algunas de las curvas usadas para trazar la red de meridianos y paralelos dan soluciones muy interesantes.
Existen muchas; entre las más usuales están las proyecciones de Sanson, Bonne, Lambert, Mollweide u homolográfica, Goode u homolosena, Hammer, Eckert, Brisemeister y la proyección UTM.
La UTM divide el mundo en husos. Esta es la proyección que se usa para trazar el mapa básico español, el de escala 1:50.000.
Suelen utilizarse para fines educativos, y los mapamundis elaborados según la de Mollweide, que tiene forma de elipse y menores distorsiones.